# 答志村
答志村（とうしむら）は、三重県志摩郡にあった村。現在の鳥羽市の一部にあたる。

## 地理
- 海洋：伊勢湾[2]
- 島嶼：答志島[2]

## 歴史
- 江戸時代、志摩国答志郡答志村は、鳥羽藩領で小浜組に属した[2]。
- 1889年（明治22年）4月1日、町村制の施行により、答志郡答志村、桃取村、菅島村が合併して村制施行し、答志村が発足[1][2]。旧村名を継承した答志、桃取、菅島の3大字を編成[2]。
- 1896年（明治29年）4月1日、郡の統合により志摩郡に所属[2][3]。
- 1897年（明治30年）5月31日、大字桃取が分立して桃取村を、大字菅島が分立して菅島村をそれぞれ発足[2]。1大字となる。
- 1954年（昭和29年）11月1日、志摩郡鳥羽町、加茂村、長岡村、鏡浦村、桃取村、菅島村、神島村と合併し、市制施行し鳥羽市を新設して廃止された[1][2]。合併後、鳥羽市答志町となる[2]。

## 産業
- 漁業